# Hopi
Gli Hopi (chiamati anche Moki, o Moqui) sono una popolazione indigena amerinda che vive nel Sud-Ovest degli USA. Contrariamente agli altri popoli Pueblo, che risiedono tutti in Nuovo Messico (gli Zuñi al confine tra Nuovo Messico e Arizona), la riserva degli Hopi si trova in Arizona, all'interno della grande nazione Navajo.
La sua economia si basava essenzialmente sulla coltivazione del mais, della zucca, dei fagioli e del melone.
In base alle testimonianze archeologiche, durante il periodo Pueblo IV che va dal 1300 sino all'arrivo degli spagnoli nel 1598, alcune tribù dell'antico popolo degli Anasazi abbandonano il loro territorio e scendono dal nord verso il sud per unirsi agli indiani Hopi e agli Zuni.

L'architettura dei villaggi Hopi ricorda i pueblos dell'antica cultura degli Anasazi.
La cultura Hopi è simile a quella Pueblo e anche i loro villaggi sono costruiti come quelli dei Pueblo, cioè con abitazioni che possono raggiungere i cinque piani.
I loro insediamenti furono descritti dal frate Marcos de Niza come delle grandi città colme d'oro e furono (per questo motivo) punto di passaggio della violenta spedizione di Francisco Vásquez de Coronado (1540).

## Lingua e cultura
La lingua degli Hopi è stata al centro degli studi del linguista statunitense Benjamin Lee Whorf, il quale si è interessato alla cultura e alla lingua di questo popolo per sostenere l'ipotesi di Sapir-Whorf.
In particolare, la lingua hopi non contiene riferimenti di alcun tipo (sostantivi, forme grammaticali, ecc.) ai concetti di "tempo" e "spazio". Secondo Whorf "La metafisica che soggiace al nostro [della civiltà occidentale] linguaggio, al nostro modo di pensare e alla cultura moderna impone all'universo due grandi forme cosmiche: lo spazio e il tempo". La metafisica hopi "impone all'universo altre due grandi forme cosmiche: il manifesto e il manifestantesi, oppure l'oggettivo e il soggettivo". L'oggettivo/manifesto corrisponde a tutto ciò che è o è stato accessibile ai sensi, senza distinguere tra passato e presente. Il soggettivo/manifestantesi corrisponde invece al futuro, ma anche a tutto ciò che esiste e si manifesta solo nella mente. Inoltre "l'essenza e forma tipica [del mondo soggettivo] è lo sforzo del desiderio intenzionale verso il manifestarsi". Il manifestarsi, sebbene possa incorrere in ritardi e resistenze, è inevitabile. Il futuro è quindi "già con noi in forma vitale e spirituale".  Tuttavia, è doveroso precisare che le considerazioni di Whorf sono state successivamente smentite da analisi fondate su osservazioni antropologiche più approfondite: si è infatti appurato che nella lingua hopi è chiaramente rilevabile un complesso sistema di riferimenti linguistici alla dimensione temporale.